# Aston Martin AMR-One
Der Aston Martin AMR-One ist ein von Prodrive entwickelter Rennprototyp, der 2011 von Aston Martin bei Langstreckenrennen eingesetzt wurde.

## Entwicklung
Nachdem Aston Martin Racing 2009 und 2010 werksseitig den auf Basis des Lola B08/60 konstruierten Lola-Aston Martin LMP1 in der Le Mans Series und beim 24-Stunden-Rennen von Le Mans eingesetzt hatte, entschied man sich dazu, 2011 erstmals mit einem von Grund auf neu entwickelten offenen Prototyp in der LMP1-Klasse anzutreten. Das Projekt wurde im September 2010 von Prodrive-Eigner David Richards mit einer geplanten Stückzahl von sechs Chassis erstmals öffentlich angekündigt. Der Name AMR-One konnte als eine Hommage an den Gruppe-C-Prototypen Aston Martin AMR1 von 1989 verstanden werden. Aufgrund des überarbeiteten Reglements für die neue Saison wurde statt des zuvor verwendeten 6.0-Liter-V12-Saugmotors aus dem Aston Martin DBR9 ein Reihensechszylinder-DOHC-Turbomotor mit 2 Liter Hubraum und Direkteinspritzung entwickelt. Dieser Motor leistete ca. 403 kW (547 PS) und somit rund 60 PS weniger als der Vorjahresantrieb. Die Kraft des Mittelmotors wurde über ein ebenfalls eigens für den AMR-One entwickeltes querliegendes 6-Gang-Halbautomatikgetriebe des britischen Herstellers Xtrac übertragen. Die Aerodynamik wurde mittels CFD-Simulation entwickelt und beinhaltete die ab 2011 im Reglement vorgeschriebene „Haifischflosse“ im Heckbereich des Fahrzeugs, die ein luftstrombedingtes Überschlagen der Rennprototypen verhindern soll. Bei der Entwicklung der Aerodynamik wurden Teile des Chassis, der Cockpit-Instrumente und des Motors mit einem 3D-Drucker hergestellt, um das Testen dieser Komponenten in dem engen Entwicklungszeitrahmen zu ermöglichen. Prodrive hatte bereits bei einem Projekt aus dem Rallyesport Erfahrung mit dieser Technik sammeln können und im Zuge dessen deren Potenzial für die Fahrzeugentwicklung erkannt. Entgegen den konkurrierenden Werksteams von Audi Sport und Peugeot entschied sich Aston Martin Racing, einen offenen Prototyp zu entwickeln. Der aerodynamische Nachteil sollte durch ein besseres Sichtfeld des Fahrers, einfachere Fahrerwechsel und eingesparte Kosten, die an anderer Stelle investiert werden könnten, ausgeglichen werden. Der Wagen hat Doppelquerlenker-Radaufhängungen und Koni-Dämpfern. Die Scheibenbremsen mit keramischen Scheiben aus kohlenstofffaserverstärktem Siliziumkarbid stammen von Brembo. Reifenpartner war Michelin.

## Rennhistorie

### Erste Tests und Le Castellet

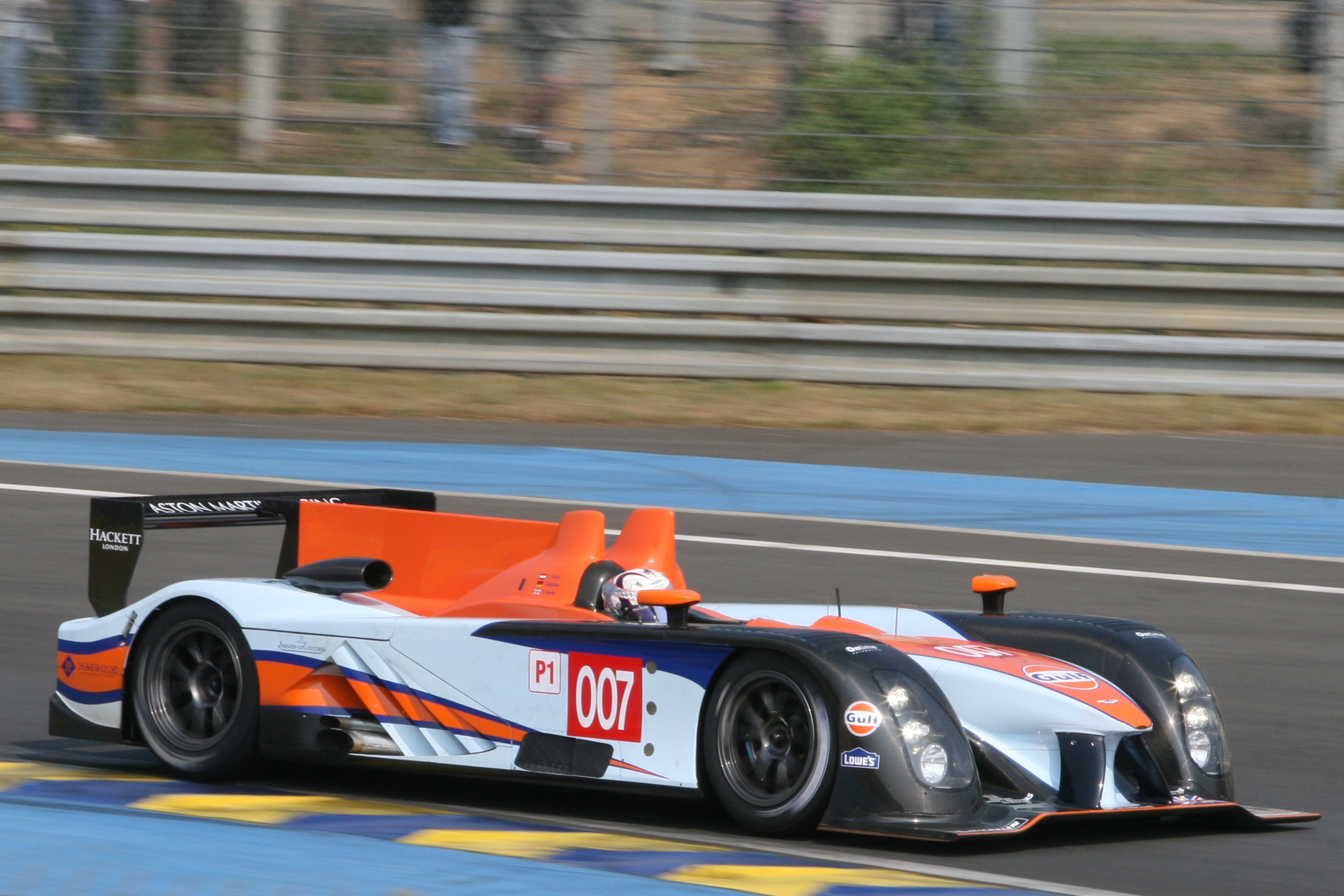
Aston Martin AMR-One beim Le-Mans-Vortest

Anfang März 2011 wurde der nach wenigen Monaten Entwicklungszeit fertiggestellte AMR-One der Öffentlichkeit präsentiert und zum ersten Mal getestet. Der ersten rennmäßigen Probefahrten fanden Mitte März mit Stefan Mücke am Steuer auf dem Snetterton Circuit statt. Im Vorfeld des 24-Stunden-Rennens von Le Mans wurden Anfang 2011 drei AMR-One-Chassis gebaut, von denen eins im Intercontinental Le Mans Cup und zwei weitere bei ausgewählten Rennveranstaltungen eingesetzt werden sollten. Der anfänglich geplante erste Einsatz beim 12-Stunden-Rennen von Sebring 2011 war nicht möglich.
Das Renndebüt des AMR-One war daher am 3. April 2011 beim ersten Lauf der Le Mans Series in Le Castellet. Nachdem am Freitag, dem 1. April, wegen Fehlzündungen keine gezeitete Trainingsrunde gefahren werden konnte, fuhr Stefan Mücke in der Qualifikation am nächsten Tag mit 1:52,267 Minuten auf Startplatz 11. Der AMR-One war damit mit Abstand das langsamste LMP1-Fahrzeug, 5,484 Sekunden langsamer als der erstplatzierte Lola B10/60 des Privatteams Rebellion Racing. Weil der zunächst zweitplatzierte Pescarolo wegen eines Verstoßes gegen das Reglement ans Ende des Feldes versetzt wurde, rückte der Aston Martin vor und ging von Startplatz 10 ins Rennen. Teamchef George Howard-Chappell sprach in einer Presse-Mitteilung nach dem Qualifying von einigen aufschlussreichen Runden in der noch sehr frühen Entwicklungsphase des Fahrzeugs. Im Rennen traten wie im Training Probleme mit der Motorsteuerung auf, die in Fehlzündungen und überhöhten Auspufftemperaturen resultierten, sodass das Fahrzeug schon früh mehrmals an die Box musste. Beim dritten außerplanmäßigen Stopp nach 96 Runden wurde der AMR-One zurückgezogen, um größere Schäden am Motor zu vermeiden.
Für das 1000-km-Rennen von Spa-Francorchamps im Mai 2011 waren ursprünglich zwei Aston Martin AMR-One gemeldet, die allerdings nicht an der Veranstaltung teilnahmen. Stattdessen sollte abseits der Konkurrenz weiter an der Behebung der Motorprobleme gearbeitet werden.

### Le Mans

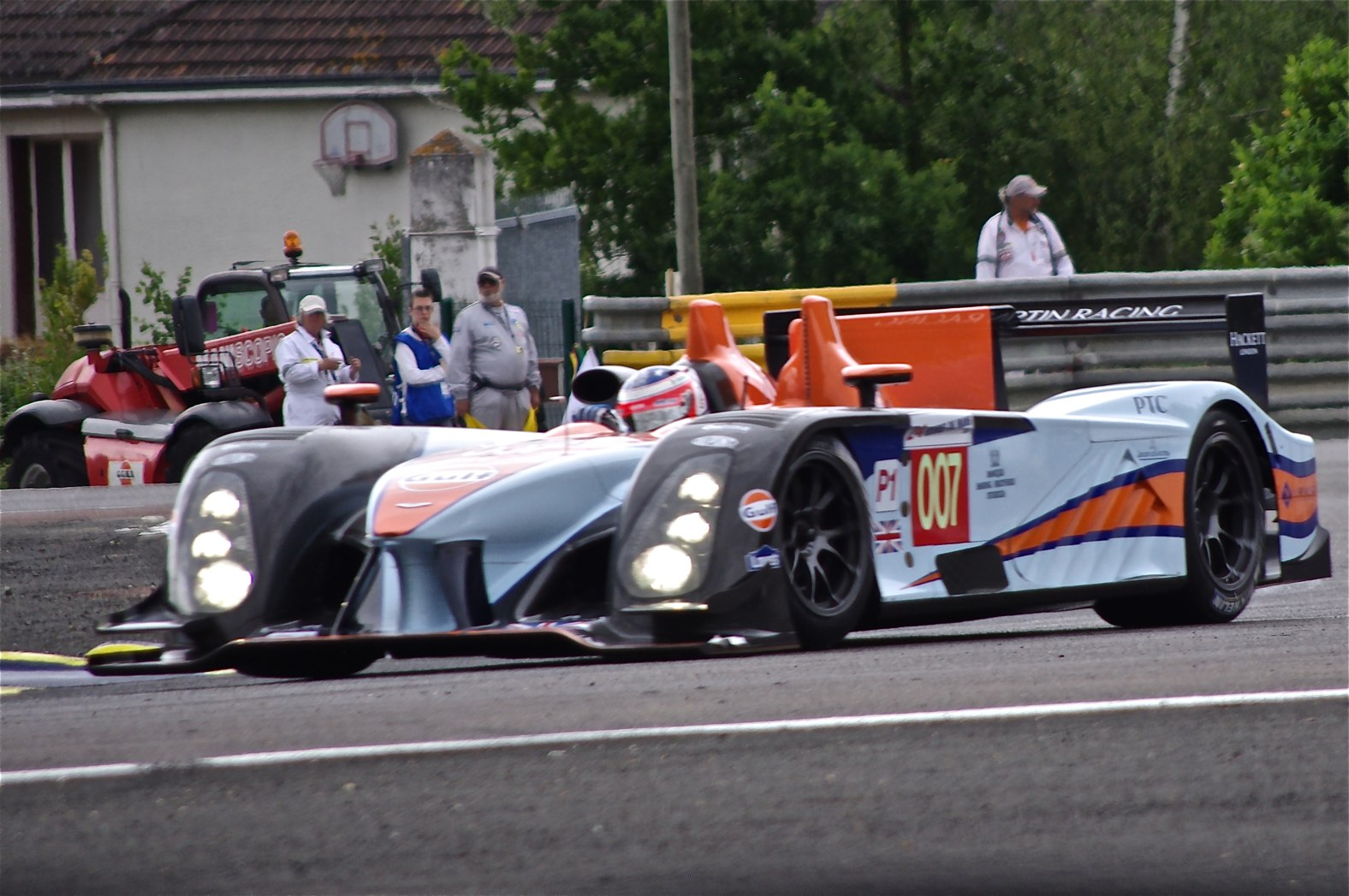
Aston Martin AMR-One im 3. Qualifikationstraining der 24h Le Mans 2011

Nach äußerst kurzer und von Problemen geplagter Vorbereitungszeit reiste Aston Martin Racing im Juni mit zwei AMR-One zum 24-Stunden-Rennen nach Le Mans. Das erste Fahrzeug mit der Startnummer 007 wurde von Christian Klien, Stefan Mücke und Darren Turner pilotiert. Die Fahrer des zweiten Fahrzeugs mit der Startnummer 009 waren Adrián Fernández, Andy Meyrick und Harold Primat. Die Trainingsläufe nutzte das Team zur Datensammlung, der Verbesserung des Aerodynamik-Setups und zum Testen des Kraftstoffverbrauchs und des Reifendrucks. Während des Nachttrainings am Donnerstag kam es auf dem Streckenabschnitt Mulsanne zu einer Kollision zwischen Christian Klien und einem von Anthony Beltoise gesteuerten Ferrari 458 GTE, nachdem dort ein Fahrzeug Öl verloren hatte. Es wurde vermutet, dass dieses Öl vom AMR-One stammte, an dem es Motorprobleme gab. Zum Ende der Trainingssession trat bei der #007 erneut ein Motorschaden auf. Bei der anschließenden Überprüfung des Fahrzeuges entdeckten die Mechaniker, dass Aluminium-Riemenscheiben der Lichtmaschine gerissen waren. Die defekten Teile wurden daraufhin durch stabilere Teile aus Stahl ersetzt. Auch beim AMR-One mit der #009 gab es in einem vorherigen Zeittraining einen kleineren Defekt, der aber schon vor dem Start der Nachtqualifikation behoben werden konnte. In den Qualifikationsläufen kamen die beiden AMR-One nicht über Zeiten von 3:45,918 Minuten (#007) bzw. 3:48,355 Minuten (#009) hinaus und waren damit pro Runde über 20 Sekunden langsamer als der Pole-Setter vom Audi Sport Team Joest.

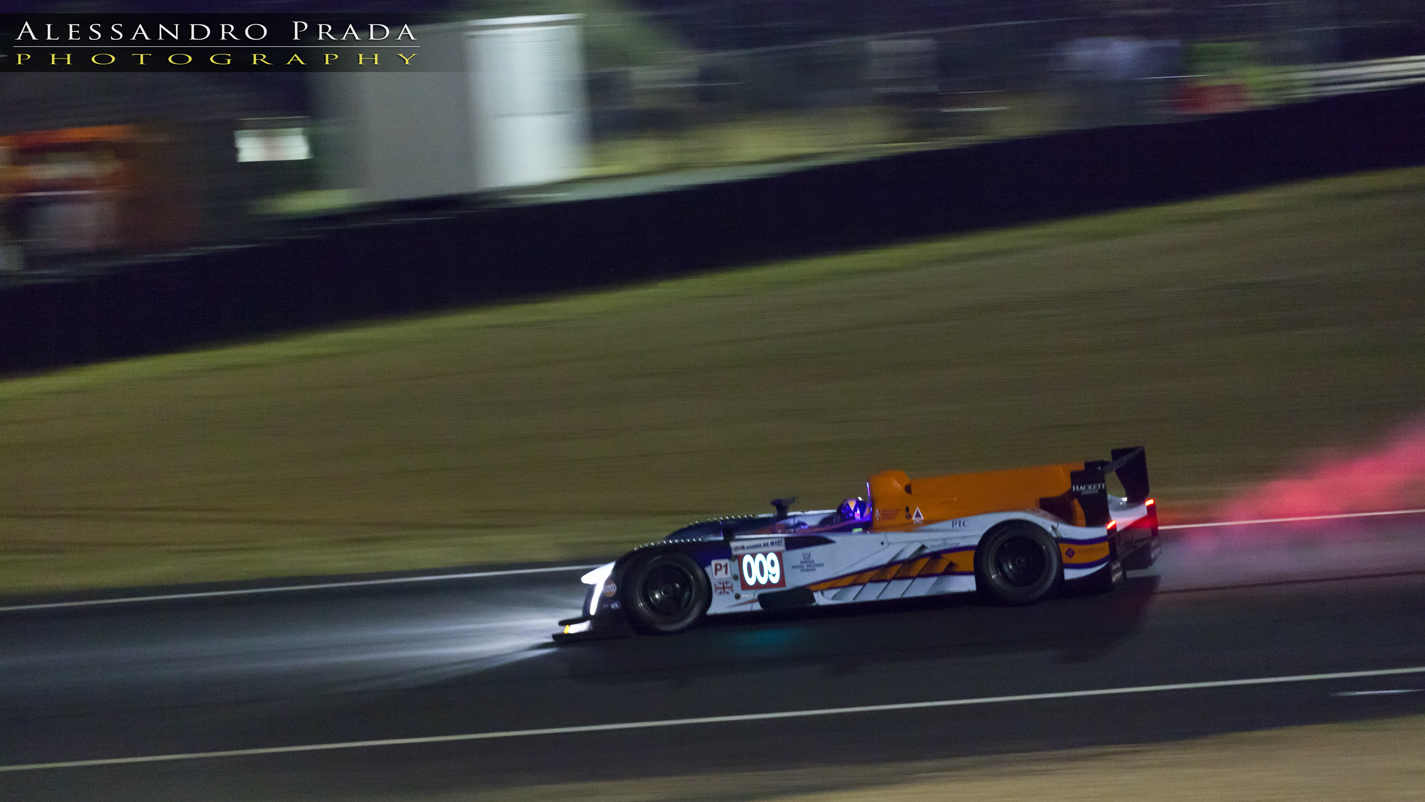
Aston Martin AMR-One #009 in der Nachtqualifikation

Am Samstag, dem 11. Juni 2011, starteten die beiden Aston Martins von den Plätzen 22 und 25 inmitten von Teilnehmern der untergeordneten LMP2-Klasse ins Rennen. Nach neun Minuten drehte sich Darren Turner auf Platz 22 liegend in der ersten Schikane der Hunaudières-Geraden und musste anschließend von Streckenposten aus dem Kiesbett geschoben werden, wodurch er einige Minuten verlor. Zur gleichen Zeit rollte das Schwesterauto mit der #009 mit einem Keilriemenschaden ebenfalls auf der Hunaudières-Geraden aus. Nachdem das nun allein verbleibende Auto mit der #007 aus dem Kiesbett befreit werden konnte, fuhr Darren Turner mit einem Reifenschaden in langsamer Fahrt zurück an die Box. Dabei musste er am Ausgang der Mulsannekurve auf das Gras ausweichen, um der sich schnell annähernden Führungsgruppe Platz zu machen. In der 21. Rennminute erreichte Turner die Boxengasse, wo das Auto direkt in die Boxengarage geschoben wurde, um eventuell nötige umfangreichere Arbeiten zu ermöglichen. Während der durch den schweren Unfall zwischen Audi-Pilot Allan McNish und einem GTE-Ferrari ausgelösten Safety-Car-Phase kam der erst kurz zuvor wieder aus der Box gefahrene #007-Aston-Martin mit einem Defekt zurück in die Box. Nach einigen Stunden vergeblicher Reparaturarbeiten zog Aston Martin Racing auch den letzten verbliebenen AMR-One endgültig aus dem Rennen zurück. Auch hier war der Ausfallgrund erneut der gleiche Keilriemenschaden. Wie sich später herausstellte, verursachten die als Problemlösung geglaubten stabileren Stahlriemenscheiben eine Verlagerung der Belastung auf die Keilriemen, deren Versagen zum frühen Ausscheiden beider Fahrzeuge führte. Kombiniert legten die beiden AMR-One eine Distanz von nur 80 Kilometern in Le Mans zurück.

### Vorzeitiges Ende
Nach dem enttäuschenden Le-Mans-Wochenende verkündete David Richards im Juni 2011, gegenwärtig werde geprüft, ob Aston Martin am nächsten ILMC-Lauf in Imola teilnehme. In der Nennliste stand einer der beiden AMR-One, der jedoch am ersten Juli-Wochenende nicht an der Strecke erschien. Kurz darauf gab Aston Martin bekannt, den AMR-One aus der laufenden Saison zurückzuziehen und das Programm neu zu bewerten. Von den ursprünglich geplanten sieben Rennen wurde der Aston Martin AMR-One letztlich nur bei zwei Veranstaltungen eingesetzt. Bei den verbleibenden ILMC-Rennen in Silverstone, Road Atlanta und Zhuhai trat Aston Martin Racing mit dem Vorgängermodell Lola-Aston Martin LMP1 an, das sich als deutlich konkurrenzfähiger erwies.
Als möglichen Grund für das Scheitern des Projektes zog David Richards die Auslastung seines Unternehmens Prodrive in dieser Phase heran, das parallel zum AMR-One mit der Entwicklung des Mini John Cooper Works WRC beschäftigt war.
Von den ursprünglich geplanten sieben Chassis wurden lediglich drei hergestellt. Eines der Chassis wurde später als Basis für den DeltaWing-Rennprototyp verwendet.

## Technische Daten
| Aston Martin AMR-One  | Aston Martin AMR-One |
| --------------------- | --- |
| Fahrzeugtyp           | Le-Mans-Prototyp (LMP1)                                                                                                   |
| Chassis               | Carbon-Monocoque mit Stahlrahmen                                                                                          |
| Motorbauart           | R6-DOHC-Ottomotor mit Direkteinspritzung und Turboaufladung, 4 Ventile pro Zylinder                                       |
| Motoranordnung        | längs eingebauter Mittelmotor                                                                                             |
| Antriebsart           | Hinterradantrieb |
| Hubraum               | 2000 cm³ |
| Leistung              | 403 kW (547 PS) |
| Motorsteuerung        | Cosworth ECU inkl. Datensystem und Telemetrie, Kabelbaum und Kontakte nach Militärstand                                   |
| Getriebe              | Sequenzielles, pneumatisch betätigtes 6-Gang-Renngetriebe (querliegend)                                                   |
| Aufhängung            | Double-Wishbone, Pushrod-Aufhängung, Koni-Dämpfer mit Dreifachfeder vorne und hinten, Querstabilisatoren vorne und hinten |
| Räder (vorne)         | geschmiedete Magnesium-Felgen, 36/71 x 18                                                                                 |
| Räder (hinten)        | geschmiedete Magnesium-Felgen, 37/71 x 18                                                                                 |
| Bereifung             | Michelin-Rennreifen |
| Bremsen               | 6-Kolben-Bremssättel, CFK Bremsscheiben und -beläge vorne und hinten                                                      |
| Ø Bremsscheiben (v/h) | 380 mm / 355 mm |
| Länge                 | 4640 mm |
| Breite                | 1990 mm |
| Radstand              | 2930 mm |
| Gewicht               | min. 900 kg |